# Moise Poggetto

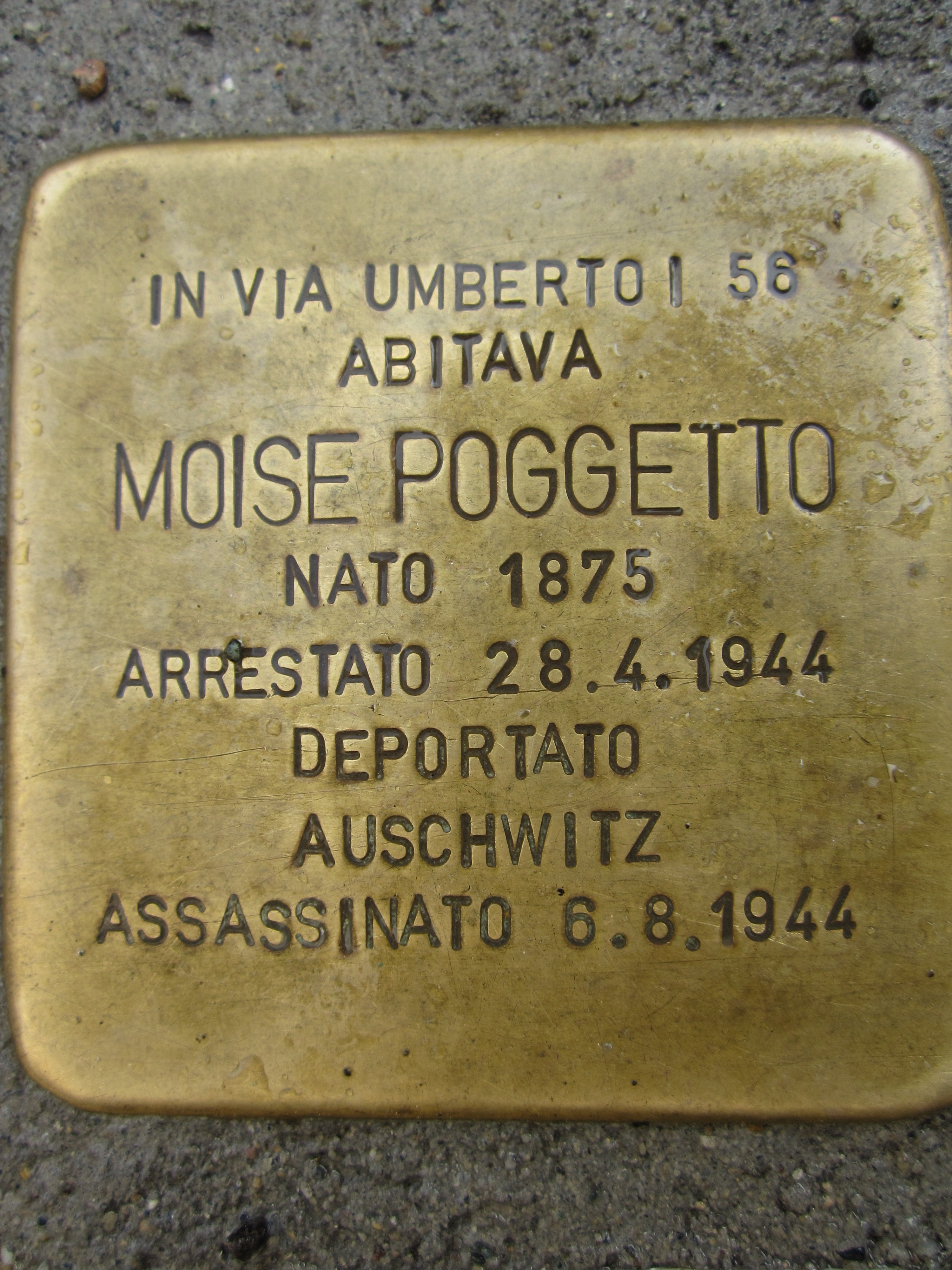
Stolpersteine dedicada a Moise Poggetto

Moise Poggetto (Olten, 24 de maig de 1875 – Auschwitz, 6 d'agost de 1944) va ser un activista polític antifeixista italià, víctima de l'Holocaust per la seva condició de jueu, pare de la poetessa i partisana Ines Poggetto.
El gener de 2018 es va instal·lar una Stolpersteine en record seu al carrer d'Humbert I, 56, de Lanzo Torinese.

## Trajectòria
Poggetto va néixer a Olten, Suïssa, fill d'Emilio i Foà Enrichetta Rebecca, els quals van tenir uns altres quatre fills: Isaac, Giacobbe, Raffaele i Abramo. Casat amb Natalina Margherita Rolando, sarda, de família declaradament antifeixista de tendència social comunista, el matrimoni va ser únicament civil, ja que Natalina era catòlica i Moise jueu. Els dos esposos van fer un pacte: els fills seguirien la religió hebraica i, pel contrari, les filles seguirien la catòlica. Van tenir dues filles: el 1913, va néixer Angiolina, que va morir en una edat primerenca i, el 1919, Ines. Aquesta darrera es va definir com a «mixta», tot i que oficialment va ser de religió catòlica, però també va participar de cerimònies jueves en sinagogues. Tal com va manifestar, «els meus pares es respectaven les creences dels altres i mai em va semblar que poguessin estar en conflicte entre ells, al contrari, semblaven integrar-se i completar-se». El 1920 es va traslladar amb la seva família de Torí, ciutat natal d'Ines, a Lanzo Torinese, terra d'origen dels Rolando, on va exercir la professió de venedor ambulant.
L'aliança de la Itàlia feixista amb l'Alemanya nazi, i la consegüent promulgació de les lleis racials el 1938, el preocupar sobretot per la sort de la filla. El gener del 1939, després del reial decret-llei 1728, de 17 de novembre de 1938, va presentar autodenúncia per la seva condició de jueu: resultava ser l'únic jueu resident al municipi. Poggetto va ser un jueu «discriminat», perquè estava casat amb una catòlica i va ser absolt regularment del servei militar a l'exèrcit italià (de lleva, durant la campanya a Eritrea, el 1895-1896, i durant la Primera Guerra Mundial). Durant la Segona Guerra Mundial, Poggetto i la seva família va residir a la casa del seu net Natale Rolando, conegut com el futur comandant partisà «Rolandino». Amb la caiguda del feixisme i la consegüent detenció de Mussolini, el juliol de 1943, es a difondre un sentiment d'esperança entre els jueus i, així doncs, també a la família Poggetto. Després del 8 de setembre de 1943, la casa de Natale Rolando va esdevenir el centre de la Resistència italiana a Lanzo Torinese i va ser també el lloc de naixement de la XIX Brigada Garibaldi, guiada per Rolandino i de què va formar part Moise, juntament amb els fills del seu germà Abramo, Scipione, Emilio, Benedetto, assignats, aquests darrers, a deures auxiliars. Els carabiners de Lanzo Torinese van persistir amb les detencions: el 5 de desembre de 1943 amb l'arrest dels jueus Alfredo Valobra i Franco Sacerdoti. Poggetto va ser fora de perill, a la muntanya, a Vietti de Coassolo, però va tornar a casa al final de desembre per problemes de salut. El gener de 1944, a l'edifici del carrer d'Humbert I, 56, va haver una nova batuda de les SS. Per tant, la família de Rolandino es va traslladar al municipi de Canavese i Moise a prop d'una neta desplaçada de Torí a Lanzo Torineses. Ines i la seva mare, que no va abandonar “Ca’ 'd Rolandin”, van ser diverses vegades interrogades a causa del parentiu amb el comandant partisà.
Moise, preocupat per la filla i la dona, va decidir tornar a casa. El 28 d'abril va ser detingut per les SS, que, el dia abans, havent vist el seu nom reportat sobre la llista dels habitants de casa Rolandino, exposat obligatòriament sobre la porta de casa, van deduïr la seva pertinença al judeïsme. Moise va ser conduït a les escoles municipals, on s'havien instal·lat precedentment les forces feixistes i el van retenir durant quatre dies. Com a companys de presó va tenir el magistrat Domenico Riccardo Peretti Griva, alguns partisans, entre els quals Tommasino Michelotti, els ancians cònjuges Norzi. El 2 de maig va ser transferit a les Noves Presons de Torí:
| «                                                               | Estava amb altres persones a la plaça de les escoles municipals. Els alemanys havien alliberat d'aquells locals a diversos homes que portaven diversos dies presoners. Un camió ja estava preparat per emportar-se'ls. Mentre estava a punt de marxar amb la seva càrrega, recordo, entre tots els altres, el Sr. Poggetto Moise, que era l'únic que es va aixecar, es va treure el barret i, agafant-lo entre les mans, el va aixecar, sacsejant-lo, en senyal de salutació, d'adéu, mirant cap a Lanzo i les seves muntanyes. | » |
| — Testimoni de Teresina Mecca Sala, Arxiu privat Ines Poggetto. | |   |

Setmanalment, Ines va acostar-se a les Presons Noves per portar-li llençols i medicines, però mai va tenir l'oportunitat de veure'l directament. A més, per obtenir-ne l'alliberament, va escriure una carta al prefecte de la província de Torí en què fa referència a les precàries condicions de salut del pare, el qual és invàlid des de fa anys, i a la seva condició de jueu discriminat. De sobte, la nit del 24 al 25 de maig, Moise va ser transferit al camp de Fossoli, des d'on va escriure una postal, datada a 1 de juny de 1944, en què demanava l'enviament de “documentació” que pogués acreditar la condició ària de la dona i la filla. En una carta posterior apareix una sol·licitud de documentació diferent (certificat de matrimoni i excedència militar) per demostrar la posició de jueu discriminat. Després d'haver obtingut l'autorització necessària per complir el viatge d'anada i tornada de Lanzo a Fossoli, el 17 de juny Ines va emprendre el camí per trobar-se amb el seu pare per darrera vegada: “És l'ombra del que estava, patint, gastat. Es preocupa per nosaltres, per Rolandino”. L'1 d'agost, un comboi de presos va sortir de Fossoli amb destinació a Verona, on hi havia el centre de la xarxa d'oficines formatives i operatives que tenien l'objectiu d'organitzar la deportació dels jueus italians. A la ciutat veneciana, el 2 d'agost, es va formar un transport múltiple dividit en diversos combois: Moise es trobava en el comboi núm. 14, que va viatjar sota les sigles «RSHA» i el 6 d'agost va arribar al camp de concentració d'Auschwitz. 212 jueus torinesos van ser internats al camp nazi però només en van sobreviure 21. Moise no va ser un d'ells: va ser assassinat a l'arribada, sense ni tan sols ser matriculat. El seu cos va ser cremat i les cendres escampades al vent. La família es va assabentar de la seva mort el setembre de 1945 de la mà de Natalia Tedeschi i Roberto Pavia.

## Llegat
La seva filla Ines li va dedicar algunes poesies: A Papà, El bietin (A Papà massà a Auschwitz el 7 agost 1944), L'ultim basin i La fila.
A més, a Lanzo Torinese, se'l recorda al «Memorial de la deportació» i a la «Làpida als caiguts» situada, aquesta darrera, a l'entrada de l'Institut integral de Lanzo. El seu nom també se'l cita a la Sala dels noms del Museu Monument al Deportat polític i racial de Carpi i forma part de la base de dades del Iad va-Xem.